# Teoria de Iwasawa
Em teoria dos números, a teoria de Iwasawa é uma teoria de módulo de Galois de grupos ideais, foi postulada por Kenkichi Iwasawa em 1950, como parte da teoria dos campos ciclotômicos. No início de 1970, Barry Mazur analisandos generalizações da teoria de Iwasawa de variedades abelianas. Mais recentemente, no início de 1990, Ralph Greenberg propôs a teoria de Iwasawa de motivos.

## Formulação
Iwasawa parte para observar que existem torres de campos em teoria dos números algébricos, cujo grupo de Galois tem um isomorfismo com o grupo aditivo de p-ádicos inteiros. Este grupo normalmente escrito como  {\displaystyle \Gamma } na teoria e com notação multiplicativa e pode ser obtido como um sub-conjunto do grupo de Galois de extensões de campo infinito (que são, por sua naturezade grupos profinitos ). O grupo {\displaystyle \Gamma } é o limite reverso dos grupos aditivos {\displaystyle \mathbf {Z} /p^{n}\mathbf {Z} }, em que {\displaystyle p} é um número primo definido e {\displaystyle n=1,2,\cdots }. Que pode ser expressa de outro modo utilizando a dualidade de Pontryagin como grupo Γ é dual ao grupo discreto de todas raízes da unidade nos números complexos.